# آنتونیو متئو لائوس
آنتونیو متئو لائوس (اسپانیایی: Antonio Mateu Lahoz‎؛ زادهٔ ۱۲ مارس ۱۹۷۷) داور فوتبال اهل اسپانیا بود که از سال ۲۰۰۹ در لا لیگا و از سال ۲۰۱۱ در مسابقات بین‌المللی قضاوت می‌کرد. سرانجام در سال ۲۰۲۳ از دنیای داوری خداحافظی کرد.